# Oman i olympiska sommarspelen 2008
Oman deltog i de olympiska sommarspelen 2008 som ägde rum i Peking i Kina.

## Friidrott
- Huvudartikel: Friidrott vid olympiska sommarspelen 2008

Förkortningar
- Notera – Placeringar gäller endast den tävlandes eget heat
- Q = Kvalificerade sig till nästa omgång via placering
- q = Kvalificerade sig på tid eller, i fältgrenarna, på placering utan att ha nått kvalgränsen
- NR = Nationellt rekord
- N/A = Omgången inte möjlig i grenen
- Bye = Idrottaren behövde inte delta i omgången

Herrar
Bana och väg
| Idrottare         | Gren  | Heat     | Heat      | Kvartsfinal     | Kvartsfinal     | Semifinal       | Semifinal       | Final           | Final           |
| Idrottare         | Gren  | Resultat | Placering | Resultat        | Placering       | Resultat        | Placering       | Resultat        | Placering       |
| ----------------- | ----- | -------- | --------- | --------------- | --------------- | --------------- | --------------- | --------------- | --------------- |
| Abdullah Al Sooli | 100 m | 10.53    | 5         | Did not advance | Did not advance | Did not advance | Did not advance | Did not advance | Did not advance |

Damer
Bana och väg
| Idrottare        | Gren  | Heat     | Heat      | Kvartsfinal      | Kvartsfinal      | Semifinal        | Semifinal        | Final            | Final            |
| Idrottare        | Gren  | Resultat | Placering | Resultat         | Placering        | Resultat         | Placering        | Resultat         | Placering        |
| ---------------- | ----- | -------- | --------- | ---------------- | ---------------- | ---------------- | ---------------- | ---------------- | ---------------- |
| Buthaina Yaqoubi | 100 m | 13.90    | 5         | Gick inte vidare | Gick inte vidare | Gick inte vidare | Gick inte vidare | Gick inte vidare | Gick inte vidare |

## Simning
- Huvudartikel: Simning vid olympiska sommarspelen 2008

## Skytte
- Huvudartikel: Skytte vid olympiska sommarspelen 2008